# Terpna abraxas
Terpna abraxas là một loài bướm đêm trong họ Geometridae.